# ساركوما منسجة
ساركوما منسجة (بالإنجليزية:Histiocytic sarcoma) هو ورم ناشئ من المنسجات.  الورم عادة ما يكون موجبا ل CD163 .يمكن أن يظهر في الغدة الدرقية، في بعض الحالات من الممكن أن يظهر أيضا في الدماغ.